# マルクトハル
マルクトハル（オランダ語: Markthal）、マーケットホール（英語: Market Hall）は、オランダロッテルダムにある市場、オフィス、および住宅が合体した建物で、2014年にオープンした。

## ギャラリー

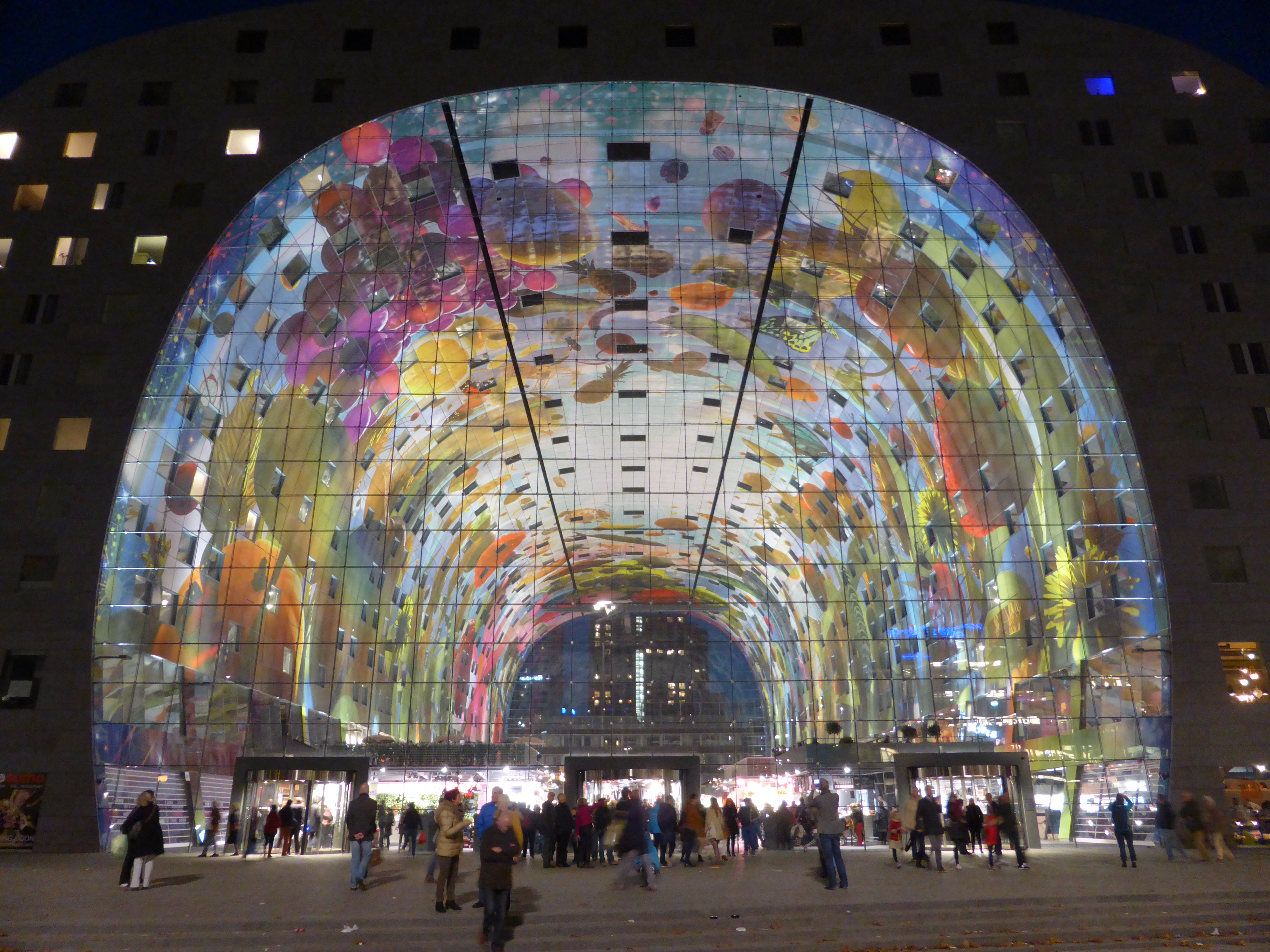
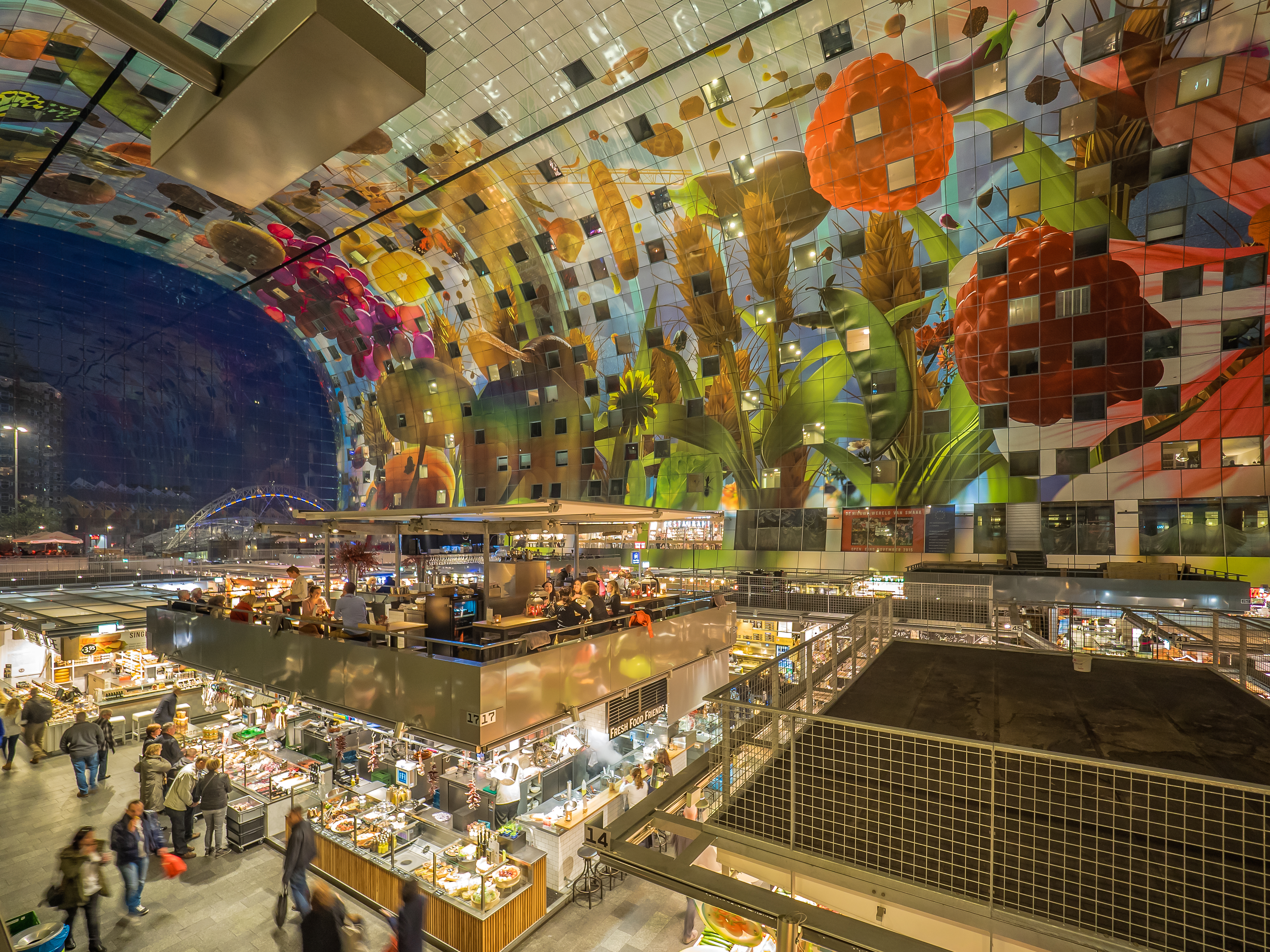
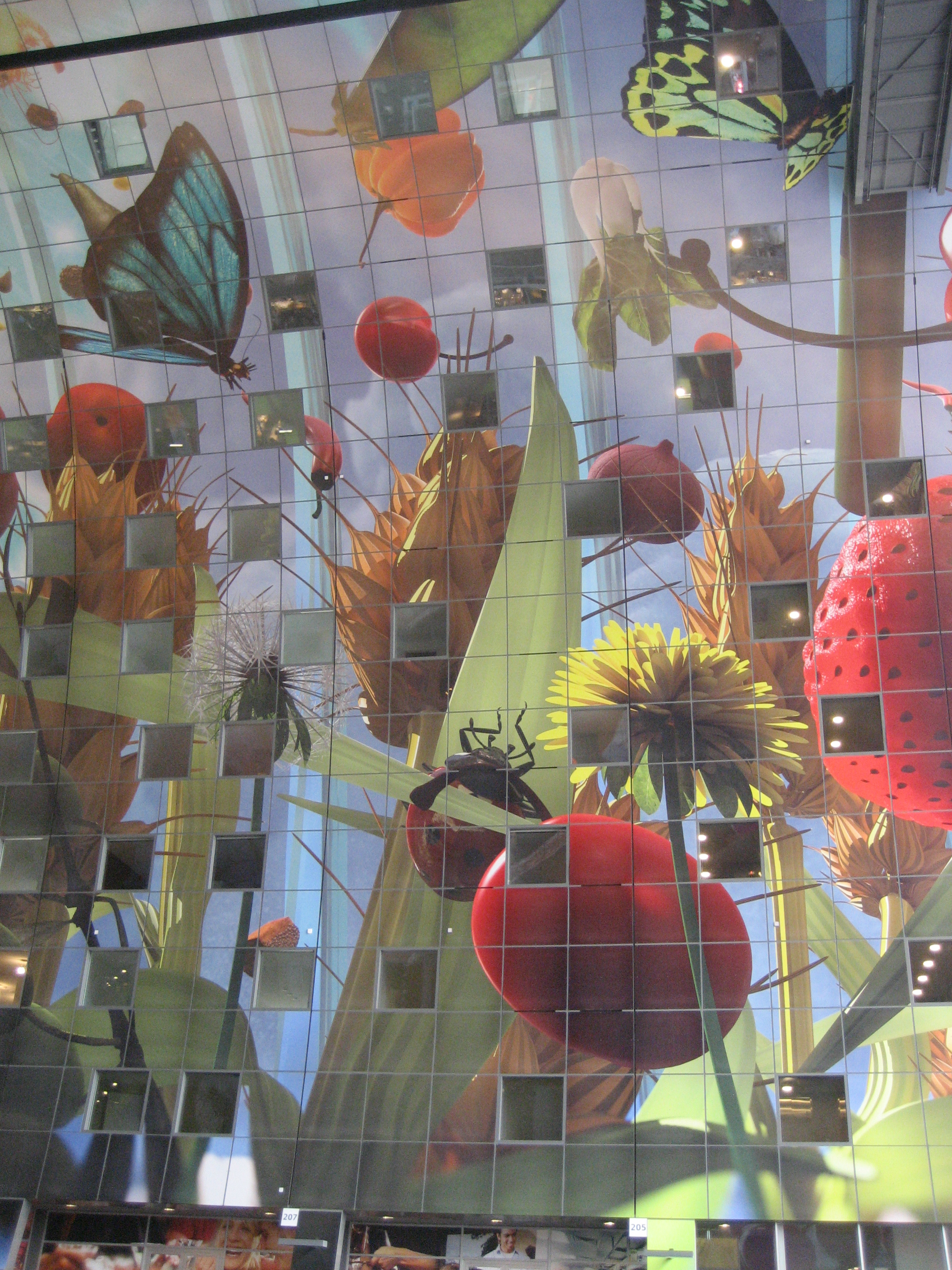
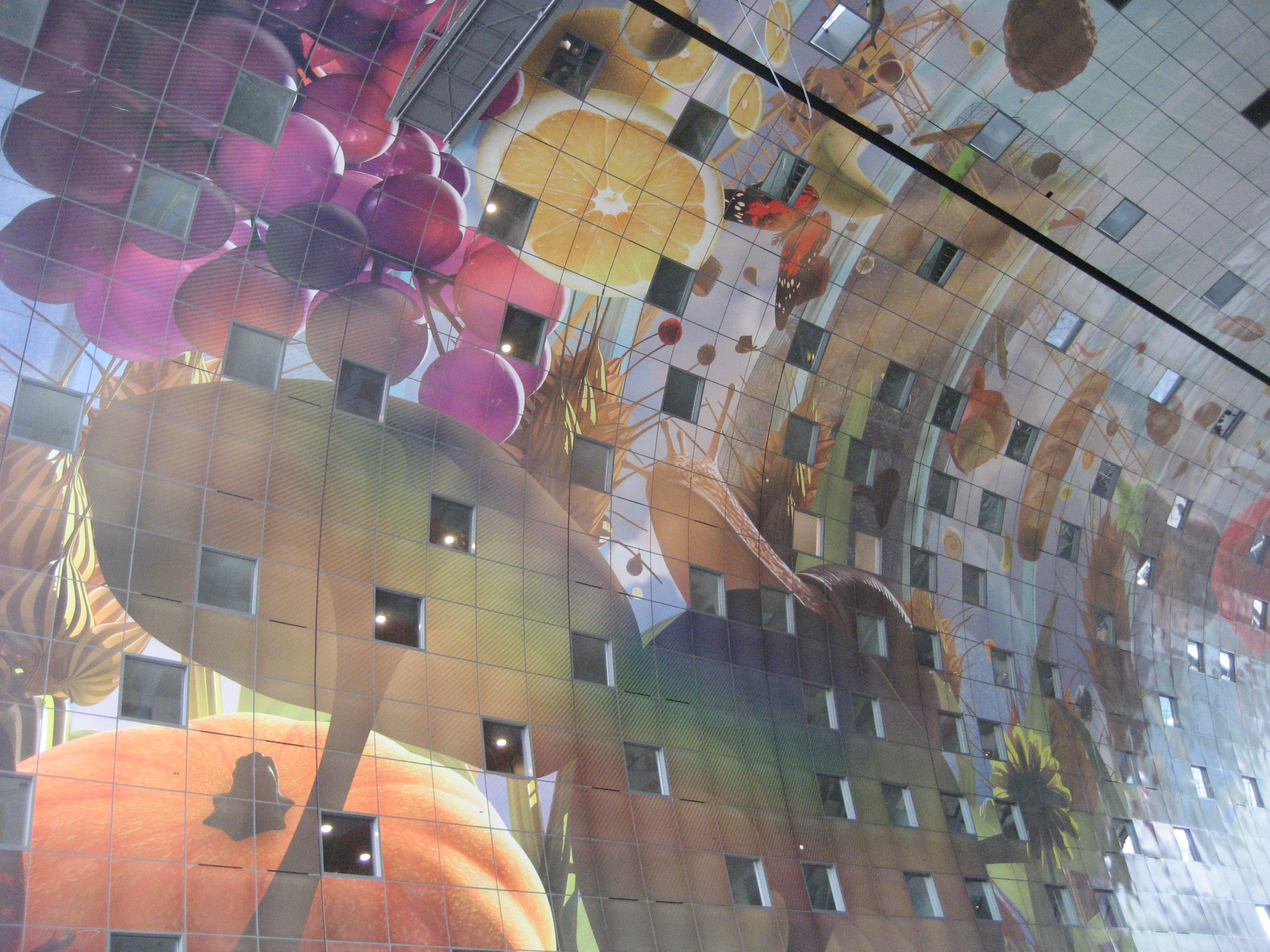